# Il monastero dei lunghi coltelli
Il monastero dei lunghi coltelli è il secondo romanzo della serie di Barney Thomson, scritta dallo scozzese Douglas Lindsay.

## Trama
Il barbiere più sfortunato del mondo fugge la sua inaspettata quanto inopportuna notorietà mediatica chiedendo asilo in un monastero perso nelle montagne scozzesi. Al suo arrivo, le sante mura iniziano ad essere macchiate del sangue di monaci innocenti: frate Herman, che era quel che si dice un "uomo di mondo", non crede alle coincidenze e inizia a sospettare dell'imbranato frate Jacob.
Dopo la prematura dipartita della squadra di polizia cui erano affidate le indagini riguardo Barney Thomson, un'altra squadra viene istituita: l'ispettore-capo Mullholland e il sergente Proudfoot, che iniziano a seguire le tracce lasciate dal barbiere.

## Edizioni
- Douglas Lindsay, Il monastero dei lunghi coltelli, traduzione di Marco Scaldini, prima ed., Kowalski Editore, 2008,  p. 381, ISBN 978-88-7496-649-3.